# جوليان ريختر
جوليان ريختر هو لاعب كرة قدم ألماني، ولد في 10 أبريل 1999 في بورغهاوزن في ألمانيا.

## وصلات خارجية
- جوليان ريختر على موقع قاعدة بيانات كرة القدم.إي يو (الإنجليزية)
- جوليان ريختر على موقع بيانات كرة القدم. دي إي (الألمانية)
- جوليان ريختر على موقع Soccerway.com (الإنجليزية)
- جوليان ريختر على موقع عالم كرة القدم.نت (الإنجليزية)